# Yeo Bee Yin
Dans ce nom chinois, le nom de famille, Yeo, précède le nom personnel Bee Yin.
Yeo Bee Yin (chinois simplifié : 杨美盈 ; chinois traditionnel : 楊美盈 ; pinyin : Yáng Měiyíng), née le 26 mai 1983 à Batu Anam (en) (Malaisie), est une femme politique malaisienne, ministre de l'Énergie, des Sciences, de la Technologie, de l'Environnement et du Changement climatique de 2018 à 2020.